# Polly Walker
Pour les articles homonymes, voir Walker.
Polly Alexandra Walker, dite Polly Walker, est une actrice et danseuse britannique, née le 19 mai 1966 à Warrington dans le Cheshire (Royaume-Uni).

## Débuts
Polly Walker commence ses études à Londres, à la Silverdale Preparatory School. À 16 ans, diplômée de la Ballet Rambert School à Twickenham, elle entame une carrière de danseuse mais doit changer de voie à 18 ans, à cause d'une blessure à la jambe. Elle décide alors de devenir actrice. Elle passe du Drama Centre de Londres à la Royal Shakespeare Company, où elle interprète de petits rôles, avant de faire ses débuts à la télévision.

## Rôles au cinéma et à la télévision
Polly Walker obtient le rôle-titre de la série télévisée Lorna Doone en 1990. Elle y côtoie deux jeunes acteurs promis à un bel avenir : Sean Bean et Clive Owen. Elle débute au cinéma dans Kabuto en 1991. La même année, elle apparaît dans un film français : Les équilibristes. En 1992, elle tourne dans Avril enchanté (Enchanted April) de Mike Newell. Mais c'est son rôle dans Jeux de guerre (Patriot Games) de Phillip Noyce qui lui vaut une certaine notoriété internationale. Elle y joue Annette, une Anglaise membre d'un groupe terroriste irlandais. Elle retrouve Noyce en 1993 pour Sliver.
Par la suite, elle est au générique d'autres films avec de prestigieux partenaires, parmi lesquels Le Don du roi en 1995 avec Hugh Grant, Meg Ryan et Robert Downey Jr., Emma, l'entremetteuse avec Gwyneth Paltrow, Greta Scacchi mais aussi Toni Collette et Ewan McGregor qu'elle retrouve en 1999 dans 8 femmes ½ de Peter Greenaway. Entretemps, elle partage l'affiche des films Robinson Crusoe avec Pierce Brosnan en 1997, Pour l'amour de Roseanna avec Jean Reno la même année. Enfin, l'actrice est, en 1998, l'héroïne de Talk of Angels aux côtés de Vincent Pérez, Marisa Paredes, Frances McDormand et Penélope Cruz.
À partir des années 2000, elle tourne surtout pour la télévision. En 2003, elle tient un des rôles principaux de la série de la BBC, Jeux de pouvoir (State of play). Entre 2005 et 2007, elle est Atia, la nièce de Jules César et la maîtresse de Marc Antoine, dans les deux saisons de la série Rome. Son interprétation lui vaut une nomination aux Golden Globes 2005 comme meilleure actrice dans une série télévisée dramatique. Elle joue ensuite la sinistre Catherine Braithwaite dans Principe inaliénable (Deus Ex-Machina), une histoire en deux épisodes de la série policière de la BBC, Meurtres en sommeil (Waking the Dead) (2007). La même année, elle interprète Lady Bess Sedgwick dans un épisode de Miss Marple, À l'Hôtel Bertram (At Bertram's Hotel), puis l'héritière Ellis Samuels dans la série télévisée Cane. En 2009-2010, Polly Walker est Sœur Clarice Willow, la directrice d'une école privée religieuse dans la série de science-fiction Caprica.
Elle n'abandonne toutefois pas totalement le cinéma puisqu'elle est à l'affiche, en 2010 et 2012, des blockbusters Le Choc des titans et John Carter.
Polly Walker participe ensuite à dix épisodes de la série de ITV Mr Selfridge dans le rôle de Delphine Day. On la retrouve ensuite au générique des saisons 3 et 5 de la série britannique Line of Duty.
En 2019, la comédienne intègre le casting récurrent de la série Pennyworth et, en 2020, s'y ajoute celui du succès La Chronique des Bridgerton.

## Vie privée
Polly Walker a deux sœurs et un frère. Elle est mariée depuis le 23 octobre 2008 à l'acteur anglais Laurence Penry-Jones. Elle a deux enfants nés de deux précédentes unions, Giorgio (né en 1993) et Delilah (née en 2000).

## Filmographie
- 1989 : Leçons sur le mariage (Rules of Engagement) (téléfilm) : Fiona (saison 1, épisodes 1 et 2)
- 1990 : La Maison du péril (Peril at End House) (téléfilm tiré de la série télévisée Hercule Poirot) : Nick Buckley
- 1990 : A Dangerous Man: Lawrence After Arabia (téléfilm) : Mme Dumont
- 1990 : Lorna Doone (téléfilm) : Lorna Doone
- 1990 : The Kremlin, Farewell (téléfilm) : Nadja
- 1991 : L'Amour extrême (Ao Fim da Noite)
- 1991 : Les équilibristes : Hélène Lagache
- 1992 : Kabuto : Cecilia
- 1992 : Avril enchanté (Enchanted April) : Caroline Dester
- 1992 : Jeux de guerre (Patriot Games) : Annette
- 1993 : The Trial (en) : Leni
- 1993 : Sliver : Vida Warren
- 1995 : Le Don du roi (Restoration) : Celia Clemence
- 1996 : Emma, l'entremetteuse (Emma) : Jane Fairfax
- 1997 : Pour l'amour de Roseanna (Roseanna's Grave) : Cecilia
- 1997 : Robinson Crusoe : Mary McGregor
- 1997 : Le Joueur (The Gambler) : Polina
- 1997 : The Woodlanders : Mme Charmond
- 1997 : Brute (Bandyta) : Mara
- 1998 : Talk of Angels : Mary Lavelle
- 1998 : Dark Harbor : Alexis Chandler Weinberg
- 1999 : 8 femmes ½ (8 ½ Women) : Palmira
- 1999 : Curtain Call : Julia
- 2000 : Qui a tué Alice ? / L'Œil du tueur (After Alice) (téléfilm) : Docteur Vera Swann
- 2002 : Compte à rebours mortel (D-Tox) : Jenny
- 2002 : Moïse : L'Affaire Roch Thériault (Savage Messiah) : Paula Jackson
- 2002 : Jeffrey Archer: The Truth (téléfilm) : Mme Archer
- 2003 : The Mayor of Casterbridge (téléfilm) : Lucetta Templeman
- 2003 : Jeux de pouvoir (State of Play) (téléfilm) : Anne Collins
- 2004 : Control : Barbara
- 2005-2007 : Rome (série télévisée) : Atia Julii
- 2006 : Amour et Conséquences (Scenes of a Sexual Nature) d'Ed Blum : Esther
- 2007 : Meurtres en sommeil (Walking the Dead) (téléfilm) : Catherine Braithwaite (saison 6, épisodes 3 et 4, Principe inaliénable (Deus Ex-Machina))
- 2007 : Miss Marple (téléfilm) : Bess Sedgwick (saison 3, épisode 1, À l'hôtel Bertram (At Bertram's Hotel))
- 2007 : Cane (série télévisée) : Ellis Samuels
- 2009 : Caprica (série télévisée) : Sœur Clarice Willow
- 2010 : Le Choc des titans (Clash of the Titans) : Cassiopée
- 2011 : Sanctuary (téléfilm) : Rana (saison 3, épisodes 10 et 11)
- 2011 : Psych : Enquêteur malgré lui (Psych) : Randa (saison 6, épisode 1)
- 2012 : John Carter : Sarkoja
- 2012-2013 : Prisoners' Wives : Francesca
- 2013 : Mentalist : directrice régionale du FBI Alexa Schultz
- 2013 : Mr Selfridge : Delphine Day
- 2013 : Warehouse 13 (série télévisée) : Charlotte Dupres (saison 4 : 4 épisodes)
- 2016 : Paranoid : Monica Wayfield (5 épisodes)
- 2016-2019 : Line of Duty (série télévisée) : Gill Biggeloe (saisons 3 et 5)
- 2018 : Age Before Beauty : Bel
- 2019-2022 : Pennyworth : Peggy Sykes
- 2020 : Cursed : la rebelle : Lady Lunete
- Depuis 2020 : La Chronique des Bridgerton : Lady Portia Featherington

## Voix françaises
Parmi les nombreuses comédiennes qui ont doublé Polly Walker, Juliette Degenne est celle qui lui a le plus souvent prêté sa voix, notamment pour les films John Carter et les séries Rome, Cane, Caprica, Mr Selfridge, Pennyworth, Cursed : la rebelle et La Chronique des Bridgerton.
Côté cinéma, elle fut doublée par Isabelle Ganz dans les films Jeux de guerre et Le Choc des titans, Emmanuelle Bondeville dans Le Don du roi, Catherine Le Hénan dans Compte à rebours mortel et Françoise Cadol dans Control.
Côté télévision, Marie-Laure Dougnac l'a doublée pour la série Jeux de pouvoir, Brigitte Aubry pour la série Paranoid et Nathalie Bienaimé pour la série Line of Duty.